# Ярустово
Ярустово — село в Спасском районе Рязанской области, входит в состав Панинского сельского поселения.

## География
Село расположено в 12 км на северо-запад от центра поселения села Панино и в 20 км на северо-запад от райцентра города Спасск-Рязанский.

## История
Ярустово в качестве села «Арестовского» упоминается в жалованной грамоте великого князя Рязанского Олега, данной в 1355 году Ольгову монастырю. В числе вотчин Ольгова монастыря Ярустово упоминается в выписи с Рязанских писцовых книг, письма и меры Василия Яковлевича Волынского и Ивана Афанасьевича Нащекина с товарищами 1595 – 97 гг. и описывается так: «… в селе Аристовая церковь Страстотерпца Христова Георгия, в селе же церковных дворов: двор попа Матвея Захарьева, двор пономаря Степанки Фомина, двор проскурницы  Софьицы, да три кельи, а в них живут нищие, питаются от церкви Божией. Пашни церковные паханые средней земли 20 четвертей в поле, сена 10 копен, да в селе служних дворов: двор Олферка Титов, двор Истомка Романов, да крестьянских дворов, бобыльских дворов, пашни 52 четверти и перелогу 54 четверти, да лесом поросло 20 четвертей». Время построения, вместо упоминаемой в XVII столетии Георгиевской, Вознесенской церкви с приделом Георгиевским с точностью неизвестно. Но  в 1751 году сентября 18 с. Ярустова попы Гавриил Космин и Димитрий Степанов прислали в Консисторию донесение о том, что бывшая в их селе Вознесенская с приделом великомученика Георгия церковь сгорела вся со всеми святыми иконами, ризами, книгами, с печатными указы, табели, помянники. Построение, вместо сгоревшей также деревянной церкви в прежнее храмонаименование относится к 1755 г. В июле 1883 года приступлено было к построению нового каменного храма по плану, утвержденному епархиальным  начальством 22 августа 1881 г. Кладка каменной о 5 главах церкви окончена в 1887 г. и то же время приступлено  к устройству колокольни. 
В XIX — начале XX века село входило в состав Самбуловской волости Спасского уезда Рязанской губернии. В 1906 году в селе было 102 двора.
С 1929 года село являлось центром Ярустовского сельсовета Спасского района Рязанского округа Московской области, с 1937 года — в составе Рязанской области, с 1957 года — в составе Выползовского сельсовета, с 2005 года — в составе Панинского сельского поселения.

## Население
| 1859 | 1897 | 1906 | 2010 |
| ---- | ---- | ---- | ---- |
| 436  | ↗658 | ↗711 | ↘10  |

## Достопримечательности
В селе расположена недействующая Вознесенская церковь (1887).